# Mika Kajiyama
梶山・ミカ
Œuvres principales
Première œuvre : Neo Angelique
Autres ouvrages :
Mika Kajiyama (梶山ミカ, Kajiyama Mika) est une mangaka née le 20 mai 1982 à Kanto au Japon. Elle a notamment écrit et dessiné le shojo manga Neo Angelique de 2006 à 2008, d'après l'œuvre originale et les dessins de Kairi Yura pour la franchise Angelique / Neo Angelique, et a enchainé avec les séries Ayahatori Shōkanjō de 2009 à 2011 puis Ore to Atashi no Kareshi Sama, toutes pré-publiées dans le magazine Monthly Asuka de l'éditeur Kadokawa Shoten. Elle a aussi illustré une dizaine de romans, et dessiné les personnages du jeu vidéo Kiken na My Idol (きけんなマイ★アイドル).

## Manga
- Neo Angelique (ネオ アンジェリーク?) (5 volumes sortis de 2006 à 2008)
- Ayahatori Shōkanjō (あやはとり召喚帖?) (4 volumes sortis de 2009 à 2011)
- Ore to Atashi no Kareshi Sama (オレとあたしの彼氏サマ?) (depuis fin 2011)